# Armando Fernández Larios
Armando Fernández Larios (Washington D. C., 1950) es un militar chileno, capitán del Ejército de Chile y exagente de la Dirección de Inteligencia Nacional (DINA). 

## Biografía
Fernández Larios nació en Washington D. C., hijo de un oficial del Ejército de Chile comisionado en esa ciudad. En 1970, a los 20 años y ya como subteniente del Ejército, participó en el curso Combat Arms Orientation en la Escuela de las Americas.
Participó en el golpe de Estado de 1973, concretamente en el asalto al Palacio de La Moneda al mando de Javier Palacios.
En octubre de 1973 fue parte de la comitiva liderada por el general Sergio Arellano Stark que viajó a la zona norte de Chile con el propósito formal de agilizar y revisar procesos de personas detenidas tras el golpe militar. La comitiva recibió el nombre de Caravana de la Muerte, debido a que en la práctica tuvo como resultado el asesinato y la desaparición forzada de 97 presos políticos.
Posteriormente, tanto Fernández Larios como el mayor Marcelo Moren Brito fueron miembros de la Dirección de Inteligencia Nacional (DINA), policía secreta de la dictadura militar. El 4 de octubre de 1974, Fernández Larios organizó el secuestro del exgerente de Cobre Chuqui David Silbermann desde la Penitenciaría de Santiago. Silvermann, tras pasar por diversos cuarteles de la DINA, desapareció sin dejar rastro.
Fernández Larios renunció al ejército en 1987, luego de haber sido ascendido al grado de Mayor en el Ejército.  
En enero de 1987, Fernández Larios entró secretamente a los Estados Unidos, para luego declararse culpable del asesinato del ex embajador y Ministro chileno Orlando Letelier y Ronni Karpen Moffitt, ocurrido en Washington D. C. en 1976. Luego de cumplir cuatro meses de prisión, vive en los Estados Unidos bajo protección del gobierno federal.